# 保利茂
保利茂（日语：保利 茂/ほり しげる，1901年12月20日—1979年3月4日），日本政治人物，自民党元老之一。
曾擔任眾議院議員（12期）、內閣官房長官（第8代）衆議院議長（第59代）、勞動大臣（第45、46代）、農林大臣（第19代）、自由民主黨幹事長（第12代）、自由民主黨總務會長（第7代）等職。

## 生平
保利茂生于佐贺县。1924年大学毕业后曾任报纸记者。1934年后任农林大臣山崎达之助的秘书官。1945年任进步党党务部长，1947—1949年任民主党干事长及吉田内阁商工省政务次官、劳动大臣。1950年参加自由党后任吉田茂内阁官房长官、农林大臣。1955年自由民主党组成时任顾问。1961年任自民党总务会长。1967年任佐藤荣作内阁建设大臣。1971年任自民党干事长。1973年任田中角荣内阁行政管理厅长官。1944年起十二次当选为众议员，1976年当选为众议员议长，不久退出自民党。曾任日中友好议员联盟顾问。1975年访问中国，是“日中协会”发起人之一。

## 關聯項目
- 吉田学校
- 佐藤派五奉行
- 吉田13人衆
- 周山会
- 山崎達之輔
- 塚原俊平
- 自由民主黨幹事長
- 呼子線

| 議會席位                 | 議會席位                                                        | 議會席位               |
| ------------------------ | --------------------------------------------------------------- | ---------------------- |
| 前任： 前尾繁三郎        | 衆議院議長 第59代：1976年 - 1979年                              | 繼任： 灘尾弘吉        |
| 前任： 椎熊三郎          | 衆議院議院運営委員長 第11代：1957年                             | 繼任： 山村新治郎      |
| 官衔                     |                                                                 |                        |
| 前任： 福田赳夫          | 行政管理廳長官 第37代：1973年 - 1974年                          | 繼任： 細田吉蔵        |
| 前任： 岡崎勝男 木村俊夫 | 内閣官房長官 第8代：1951年 - 1952年 第33・34代：1968年 - 1971年 | 繼任： 緒方竹虎 竹下登 |
| 前任： 西村英一          | 建設大臣 第29代：1967年 - 1968年                                | 繼任： 坪川信三        |
| 前任： 内田信也          | 農林大臣 第19代：1953年 - 1954年                                | 繼任： 河野一郎        |
| 前任： 鈴木正文          | 勞動大臣 第5代：1950年 - 1951年                                 | 繼任： 吉武惠市        |
| 政党职务                 |                                                                 |                        |
| 前任： 田中角榮          | 自由民主党幹事長 第12代：1971年 - 1972年                        | 繼任： 橋本登美三郎    |
| 前任： 石井光次郎        | 自由民主黨總務會長 第7代：1960年 - 1961年                       | 繼任： 赤城宗德        |